# Сарыалп, Рухи
Рухи Сарыалп (тур. Ruhi Sarıalp, 1924—2001) — турецкий легкоатлет, призёр Олимпийских игр.
Рухи Сарыалп родился в 1924 году в Манисе. Во время учёбы в военной академии он занялся лёгкой атлетикой. В 1945 году Рухи Сарыалп побил национальный рекорд Турции в тройном прыжке, а в 1948 году завоевал бронзовую медаль Олимпийских игр, прыгнув на 15 м 2 см. В 1950 году он завоевал бронзовую медаль чемпионата Европы, а в 1951 и 1952 годах выиграл чемпионаты мира по лёгкой атлетике среди военных.
По завершении спортивной карьеры Рухи Сарыалп работал преподавателем физвоспитания в Стамбульском техническом университете. В настоящее время в честь Рухи Сарыалпа назван университетский спорткомплекс, находящийся в стамбульском районе Тузла.
Умер 3 марта 2001 года в Измире и был похоронен на кладбище мучеников в Эдирнекапы в Стамбуле.